# Horizont van Vaalsbroek
De Horizont van Vaalsbroek is een dunne laag in de ondergrond van het zuidoosten van het Nederlandse Zuid-Limburg en aangrenzend Duitsland. De horizont is onderdeel van de Formatie van Vaals en stamt uit het laatste deel van het Krijt (het Campanien, ongeveer 68 miljoen jaar geleden).
De horizont is vernoemd naar de buurtschap Vaalsbroek.

## Stratigrafie
De horizont ligt ongeveer in het midden van het Zand van Gemmenich in het onderste deel van de Formatie van Vaals.

## Gebied
De horizont is alleen aanwezig in het gebied waar het Zand van Gemmenich in de Formatie van Vaals voorkomt, zoals onder andere in de bodem te Eschberg bij Vaalsbroek.

## Kalksteen
In de typelocatie van het Zand van Gemmenich is de horizont onduidelijk als gevolg van kleine ontsluitingen en verstoorde monsters. Toen in 1987-1988 een gedetailleerd profiel opgemaakt kon worden in een grote weginsnijding aan de Eschberg te Vaalsbroek, kon het profiel van het Zand van Gemmenich nauwkeurig worden vastgesteld. Ter plaatse heeft het Zand van Gemmenich een dikte van elf meter met verschillende lagen die cyclisch opgebouwd zijn uit glauconiethoudend silt met aan de basis gelamineerd fijnkorrelig zand. Op ongeveer zes meter boven de basis van het zand (Horizont van Gemmenich) en dus vijf meter onder de top van het zand (Horizont van Overgeul) bevindt zich de Horizont van Vaalsbroek. Deze horizont kenmerkt zich door een schelpenlaag en staat ook bekend als de fossielenvindplaats van Müller.